# Tiffany Cromwell
Pour les articles homonymes, voir Cromwell.
Tiffany Cromwell, née le 6 juillet 1988 à Adélaïde, est une coureuse cycliste australienne, membre de l'équipe Canyon-SRAM Racing.

## Biographie

### Débuts
Tiffany Cromwell commence le cyclisme à l'âge de treize ans. Elle étudie la mode.

### 2008-2009
En 2008 et 2009, elle est membre de l'équipe américaine Colavita-Sutter Home. En 2008, elle est septième de la Geelong World Cup, manche de la Coupe du monde et remporte la Sea Otter Classic. En 2009, elle est septième de la Coupe du monde cycliste féminine de Montréal et remporte des étapes de la Route de France et du Tour féminin en Limousin. En septembre, elle dispute le championnat du monde sur route, dont elle prend la 52e place.

### 2010
Tiffany Cromwell est recrutée pour la saison 2010 par l'équipe allemande Skyter, prolongement de l'équipe Nürnberger Versicherung, dont l'effectif comprend notamment la championne olympique Nicole Cooke, l'ancienne championne du monde du contre-la-montre Amber Neben, et Trixi Worrack. L'entreprise Skyter décide cependant en décembre 2009 de ne pas s'engager, avançant des raisons financières,. Faute de sponsor, l'équipe court en 2010 sous le nom de Noris avec un effectif réduit, sans Cromwell,.
Sans contrat durant les premiers mois de l'année, elle court avec une équipe de l'Australian Institute of Sport, avec laquelle elle est notamment troisième du Tour de Nouvelle-Zélande, et avec l'équipe nationale australienne, avec laquelle elle se classe onzième du Tour de Drenthe. En août 2010, elle rejoint l'équipe belge Lotto Ladies. Elle participe en fin de saison au championnat du monde sur route.

### 2011
Au sein de l'équipe Lotto-Honda, elle connaît un début d'année 2011 décevant. Elle court peu et songe à arrêter sa carrière, puis rejoint en juin l'équipe norvégienne Hitec Products UCK.

### 2012

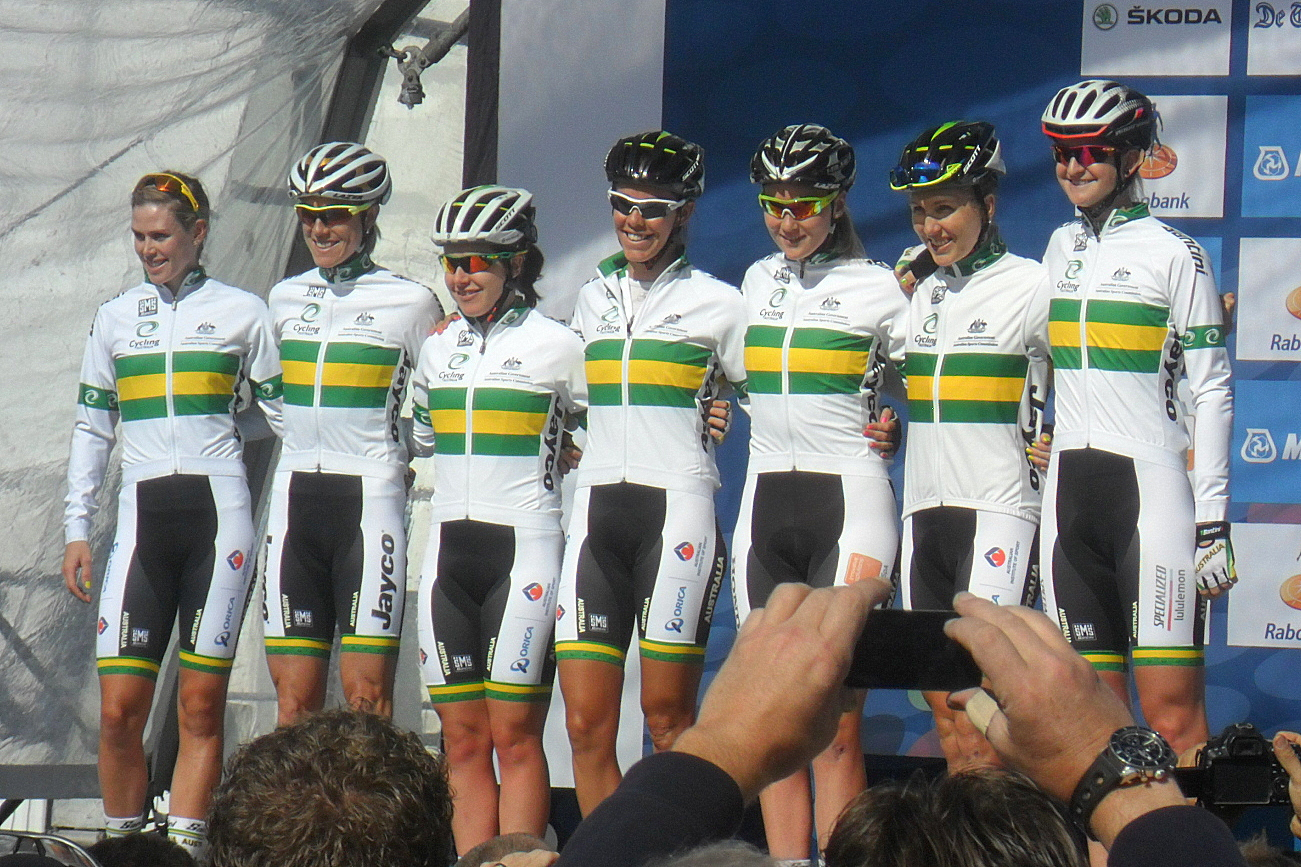
Au championnat du monde (à gauche)

En 2012, Tiffany Cromwell est une des recrues de la nouvelle équipe australienne Greenedge-AIS. Vice-championne d'Australie en début d'année, elle gagne la cinquième étape du Tour d'Italie en juillet avec plus de huit minutes d'avance. Elle marque des points lors de six des huit courses de la Coupe du monde. Au Grand Prix de Plouay, elle est la seule avec Elisa Longo Borghini à parvenir à suivre Marianne Vos. Elle y termine deuxième. Elle est également septième de l'Open de Suède Vårgårda, les deux dernières manches. Elle termine ainsi à la neuvième place du classement individuel, et Orica-AIS est deuxième du classement par équipes. En septembre, aux championnats du monde sur route dans le Limbourg néerlandais, elle ne fait pas partie de l'équipe Orica-AIS qui se classe deuxième du contre-la-montre par équipes. Elle est en revanche de l'équipe nationale qui dispute le championnat du monde sur route. Elle en prend la 31e place, tandis que sa coéquipière Rachel Neylan est médaillée d'argent.

### 2013
En début d'année 2013, elle remporte le Circuit Het Nieuwsblad. Elle se classe ensuite neuvième du Tour de Drenthe et de la Flèche wallonne, deux manches de la Coupe du monde.

### 2014
En 2014, elle rejoint l'équipe Specialized-Lululemon. Elle commence sa saison au Tour du Qatar, qu'elle termine à la neuvième place. Elle est douzième du Tour de Drenthe. Puis fin mars, elle prend la deuxième place du GP Cornaredo au sprint,. Elle est également neuvième au Tour des Flandres après avoir tenté sa chance en échappée. Début, elle termine quatrième des Jeux du Commonwealth, battue dans un sprint à deux par Ashleigh Moolman. Au Grand Prix de Plouay, Tiffany Cromwell se montre très active et attaque de nombreuses fois avec la vainqueur Lucinda Brand, elle finit dixième et dernière du groupe de tête. Elle participe au championnat du monde et termine cinquième du sprint pour la victoire.

### 2015
En 2015, au Tour de Drenthe, elle part dans une échappée de quatre à dix kilomètres de l'arrivée, qui de par sa composition semble destinée à aller au bout. Le manque de coopération dans le groupe provoque un regroupement général dans le final. Elle est ensuite sixième du sprint. À l'Energiewacht Tour, elle remporte avec ses coéquipières le contre-la-montre par équipes.

### 2016
Au circuit Het Nieuwsblad, Tiffany Cromwell se classe deuxième du sprint du peloton derrière Chantal Blaak. Lizzie Armitstead s'imposant en solitaire, elle est donc troisième.
Au Tour d'Italie, Tiffany Cromwell finit sixième du prologue. La victoire de la quatrième étape se dispute au sprint. L'équipe emmène parfaitement l'Australienne qui remporte l'étape,.

### 2017

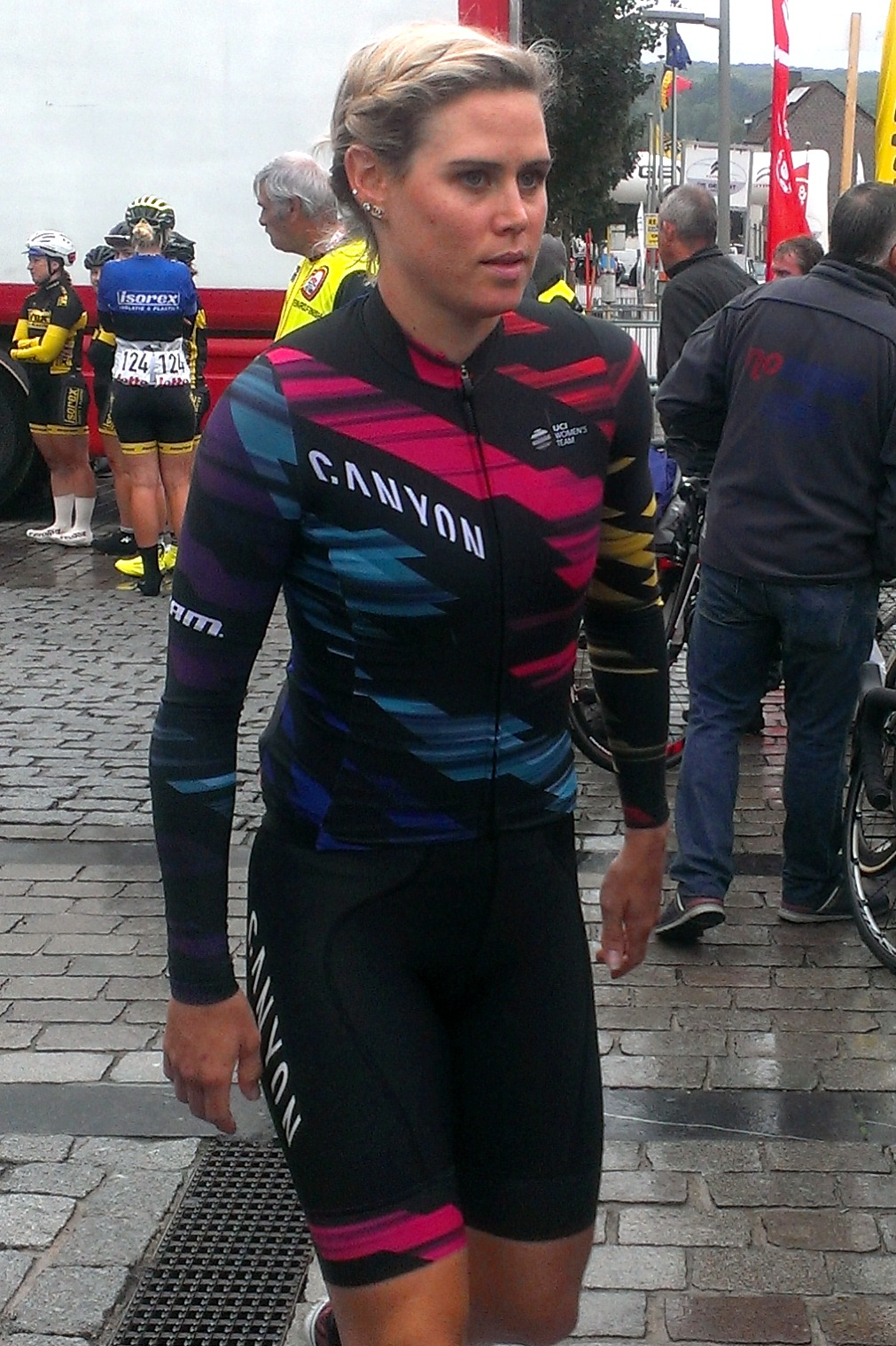
Au Tour de Thuringe

Au Tour de Thuringe, sur la première étape, alors qu'un sprint semble inévitable, Tiffany Cromwell part seule dans le dernier virage et s'impose,.

### 2021

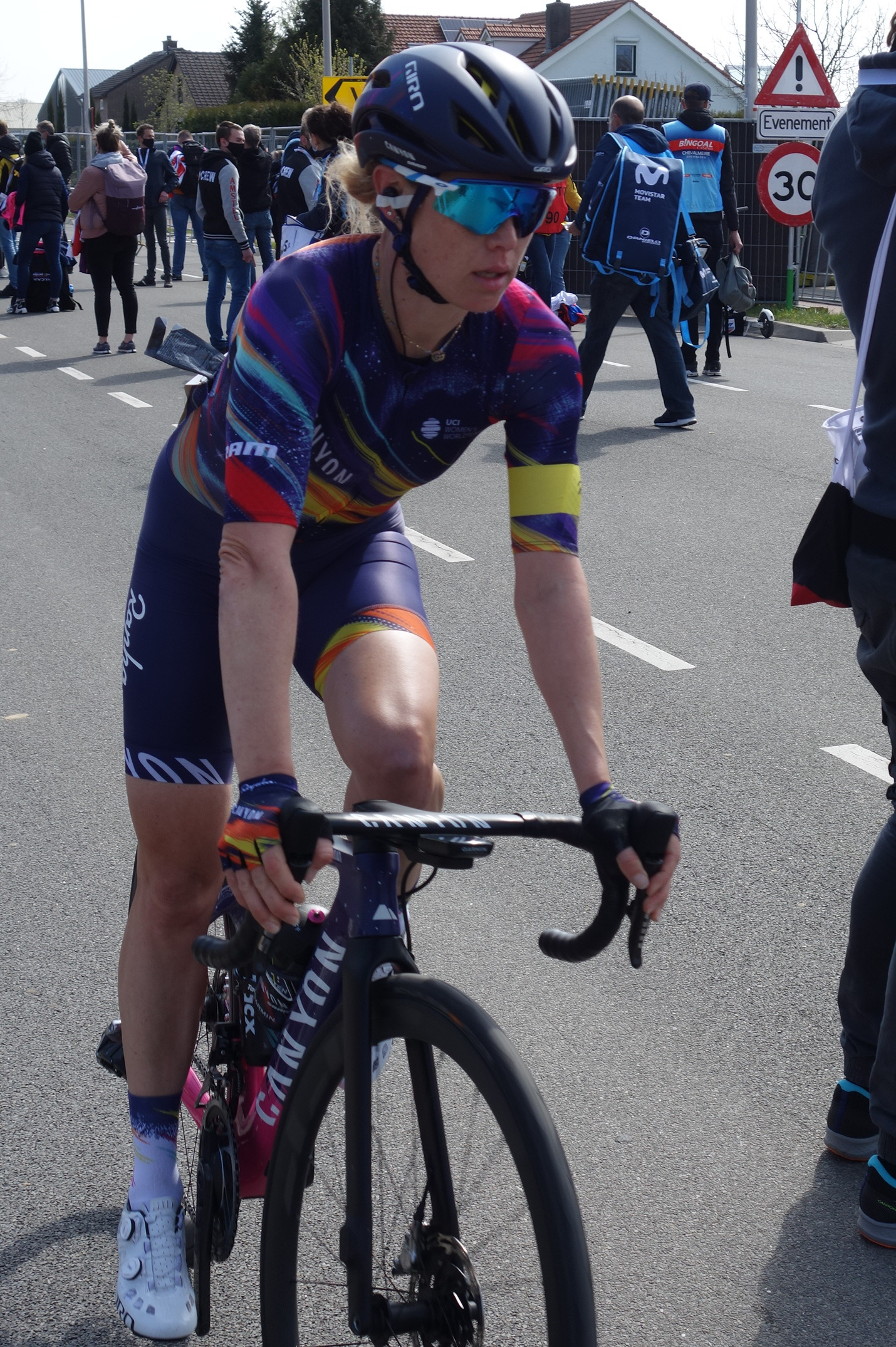
À l'Amstel Gold Race

Elle participe à la course en ligne des Jeux olympiques.

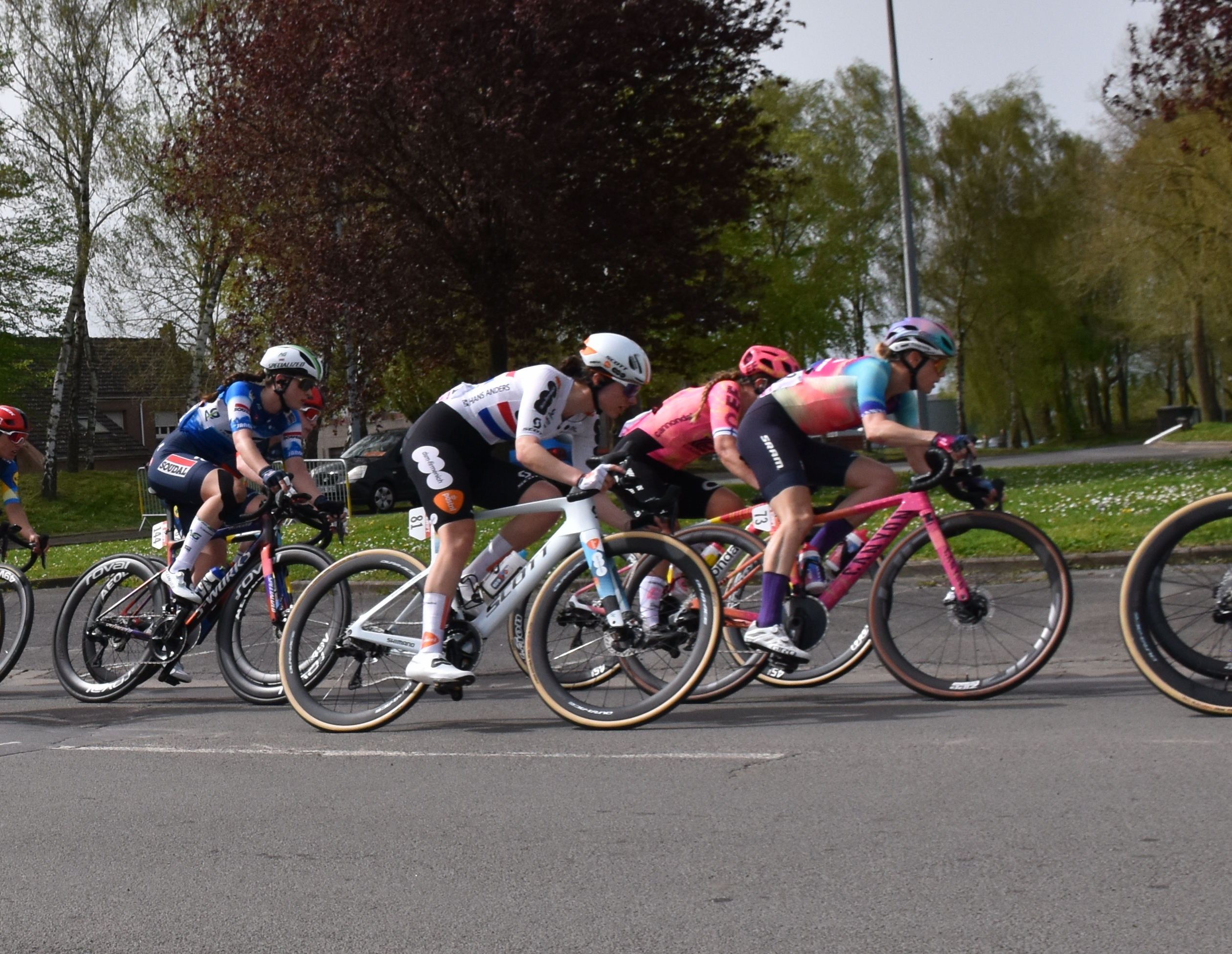
Tiffany Cromwell # 73
Paris-Roubaix Femmes 2024.

## Palmarès

### Palmarès par années
- 2006
  - 10e du championnat du monde du contre-la-montre juniors
- 2008
  - Sea Otter Classic
  - 2e du championnat d'Australie sur route espoirs
- 2009
  - Course en ligne de la Sea Otter Classic
  - 2e étape de la Route de France (contre-la-montre)
  - 3e étape du Tour féminin en Limousin
  - 3e du championnat d'Australie sur route espoirs
  - 7e de la Coupe du monde cycliste féminine de Montréal
- 2010
  - 2e du championnat d'Australie du contre-la-montre espoirs
  - 2e du championnat d'Australie sur route espoirs
  - 2e du Tour de Bochum
  - 3e du Tour de Nouvelle-Zélande
- 2012
  - 5e étape du Tour d'Italie
  - 2e du championnat d'Australie sur route
  - 2e du Grand Prix de Plouay
  - 7e de la course en ligne de l'Open de Suède Vårgårda
- 2013
  - Circuit Het Nieuwsblad
  - 9e du championnat du monde sur route
  - 9e du Tour de Drenthe
  - 9e de la Flèche wallonne
- 2014
  - 3e étape secteur b de l'Energiewacht Tour (contre-la-montre par équipes)
  - 2e du GP Comune di Cornaredo
  - 5e du championnat du monde sur route
  - 9e du Tour des Flandres
  - 10e du Grand Prix de Plouay
- 2015
  - 2e étape secteur a de l'Energiewacht Tour (contre-la-montre par équipes)
  - 2e du Chrono champenois
  - 3e du Dwars door de Westhoek
  - 6e du Tour de Drenthe
  - 7e de la course en ligne de l'Open de Suède Vårgårda
- 2016
  - 4e étape du Tour d'Italie
  - 3e du Circuit Het Nieuwsblad
  - 4e du contre-la-montre par équipes de l'Open de Suède Vårgårda
  - 7e de La Course by Le Tour de France
- 2017
  - 1re étape du Tour de Thuringe
  - 3e du Samyn des Dames
- 2019
  - 1re étape du Tour d'Italie (contre-la-montre par équipes)

### Résultats sur les grands tours

#### Tour d'Italie
15 participations
- 2008 : 50e
- 2009 : 22e
- 2010 : 23e
- 2011 : 68e
- 2012 : 11e, vainqueure de la 5e étape
- 2013 : 11e
- 2014 : 29e
- 2015 : 31e
- 2016 : 35e, vainqueure de la 4e étape
- 2017 : non partante (4e étape)
- 2018 : 78e
- 2019 : 58e
- 2021 : 26e
- 2023 : 63e
- 2025 : 83e

#### Tour de France
1 participation :
- 2022 : 67e

### Classements mondiaux
| Année                                 | 2008 | 2009 | 2010 | 2011 | 2012 | 2013 | 2014 | 2015 | 2016 | 2017 | 2018 | 2019 | 2020 | 2021 | 2022 | 2023 | 2024 |
| ------------------------------------- | ---- | ---- | ---- | ---- | ---- | ---- | ---- | ---- | ---- | ---- | ---- | ---- | ---- | ---- | ---- | ---- | ---- |
| Classement UCI                        | 149e | 93e  | 47e  | 186e | 40e  | 20e  | 25e  | 24e  | 46e  | 76e  | 195e | 351e | 237e | 108e | 308e | 380e | 440e |
| Coupe du monde                        | nc   | 37e  | 76e  | nc   | 9e   | 17e  | 30e  | 21e  |      |      |      |      |      |      |      |      |      |
| UCI World Tour                        |      |      |      |      |      |      |      |      | 32e  | 62e  | 90e  | 114e | 95e  | 86e  | 109e | 136e | 186e |
|                                       |      |      |      |      |      |      |      |      |      |      |      |      |      |      |      |      |      |
| Légende : nc = non classéSource : UCI |      |      |      |      |      |      |      |      |      |      |      |      |      |      |      |      |      |

## Vie personnelle
Cromwell est en couple à partir de 2020 avec le pilote automobile Valtteri Bottas.